# 5. divize (mobilizace 1938)
5. divize byla vyšší jednotkou, působící v rámci I. sboru a jejím úkolem byla obrana hlavního obranného postavení na západ od  toku Vltavy u  Zlaté Koruny po Stachy.  Celková délka hlavního obranného postavení činila 98 km.
Velitelem 5. divize byl brigádní generál Alois Benda
Stanoviště velitele se nacházelo ve Prachaticích.

## Úkoly 5. divize
Obrana hlavního obranného postavení (pěší pluk 11, I. prapor 1. pěšího pluku). Zajištění druhého obranného postavení v úseku Netolice-Hluboká (pěší pluk 51) respektive Lhenice – Libínské Sedlo (pěší pluk 61). Záloha pro podporu obrany v úseku 5. divize, případně i sousední Hraniční oblasti 31 (pěší pluk 79 a prapor III./61). Úsek 5. divize byl obecně považován za méně ohrožený.

## Podřízené jednotky
- pěší pluk 11 (SV Volyně)
- pěší pluk 51 (SV Smědeč)
- pěší pluk 61 (SV Prachatice)
- pěší pluk 79 (SV Záblatí)
- prapor I/1 (SV Brloh)
- dělostřelecký pluk 5
- dělostřelecký pluk 202 (2 oddíly)
- dělostřelecký oddíl II/105
- smíšený přezvědný oddíl
- ženijní rota 5
- telegrafní prapor 5

## Početní stav k 1. říjnu 1938[1]
- 574 důstojníků, 92 rotmistrů, 15 355 mužstva
- 2845 koní
- 7126 pušek
- 2480 pistolí
- 263 těžkých kulometů
- 1037 lehkých kulometů
- 20 minometů
- 20 kanonů proti útočné vozbě
- 30 lehkých děl
- 3 lehké tanky